# Cymatoplex hypolichna
Cymatoplex hypolichna är en fjärilsart som beskrevs av Turner 1910. Cymatoplex hypolichna ingår i släktet Cymatoplex och familjen mätare. Inga underarter finns listade i Catalogue of Life.